# 伊藤綾祐
伊藤 綾祐（いとう りょうすけ、1985年7月13日 - ）は日本のミュージカル俳優である。愛知県出身。劇団四季所属。

## 来歴
1998年12月20日に開幕したミュージカル「ライオン・キング」でヤングシンバを演じる（日本初演のキャスト）。それ以前にも「美女と野獣」のチップで四季の舞台を経験している。
絵を描くことが大変上手で､共演者の似顔絵を描いたものが公式サイトで掲載されていた｡その後東邦音楽大学を経て劇団四季へ入団した。

## 主な出演作品
- 美女と野獣（チップ）
- ライオン・キング（ヤングシンバ、アンサンブル、ティモン）
- ウィキッド（ボック）
- 春のめざめ（エルンスト・アンサンブル）
- ドリーミング（アンサンブル）
- アナと雪の女王（ウェーゼルトン）